# 飛行石
飛行石（ひこうせき、英語表記 Levistone または Levitation Stone=Volucite）は、スタジオジブリ制作のアニメーション映画『天空の城ラピュタ』に登場する架空の物質。透明感のある青色の結晶体で人や物体を重力に逆らって宙に浮かせるなどの力を持つ。

## 概要
飛行石そのものは作中での地中の岩に多く含まれていて（作中ではスラッグ渓谷の地中）、地下の闇の中で青白く光るが（他の普通の石をオレンジや緑等に光らせもする）、そのままでは採掘し空気に触れた時点で反応を起こし、光が消え、力を失い、ただの石になってしまう。岩の中の飛行石が光り、他の石も光らせるのは、下記のペンダントが近くにある時か、ラピュタが上空に来ている時である。
かつてラピュタ人と呼ばれた者達のみが飛行石を結晶にして、空気中でも反応を起こさない状態にする技術力を持っていたとされる。その力を用いて天空の城「ラピュタ」を空中に浮かべ、高度な科学力を持ったラピュタの民は全世界を支配したという。
ラピュタが滅びた際に、王族であるシータの先祖が1個の涙型をした飛行石を持って地上に降りた。これは青色の飛行石の結晶にラピュタ王家の紋章が刻まれたペンダントとしてしつらえられた物で、王家の子孫の証となった。飛行石を代々受け継いできたシータの家は、普段は石を暖炉の中の壁の穴にしまい込み、結婚式にしか身に着けないようにする事で石の存在を隠し守ってきた。

## 機能
ラピュタの中枢にある巨大な飛行石の利用方法から、おそらく高エネルギーを生み出す動力源でもあり、そのエネルギーを貯蔵・放出するバッテリーのような機能があることがうかがえる。
小さな飛空石一つで複数の機能を持たせており、CPUのような処理回路、基板のような集積回路、音声認識、青色のレーザー光線の照射……といった機能を併せ持っている。
物体を浮かせる
「飛行石」と呼ばれる通り、シータが飛行客船から落ちた際には光を放ち、落下速度を緩めその命を救った。
ラピュタの位置を指し示す
光線を発して、封じられたラピュタの存在する方角を指し示した。
石板を操作する
光っている状態で下記の石版にかざすと石版の文字が赤く光り、下記の「黒い半球体」を様々に動かすことができる （例：半休体の底を開閉させる、ラピュタの雷の発射）
もの探しのおまじない
作中では未使用だが、作中でシータが「祖母から教わった」と発言している。
病気を治すおまじない
作中では未使用だが、作中でシータが「祖母から教わった」と発言している。
おまじないでの操作
各種の「おまじない」により、効果が生まれる。「もの探し」「病気を治す」「滅びの言葉」に反応してラピュタを崩壊に導いた。

## 城の半球体
半球体中枢の部屋
城の半球体中枢の部屋の、中央の透明なガラス質の球の中で、青白く光り、回転する正八面体状の巨大飛行石の結晶は、「ラピュタの力の根源」とムスカに言及されている通り （例：ラピュタの雷のエネルギー源）、700年以上に渡って城を空中に留め、城は偏西風に乗り移動し、城の周囲の気候を制御して雲の渦（竜の巣）に覆わせる事でラピュタの存在を隠し通してきた。下記の通り、光る石を持つムスカが城に近づいた事で、周囲の雲の渦は消えた。
半球体外部通路
城の半球体外部通路には、ペンダントの石程の大きさで王家の紋章と似た印のレリーフの付いた壁があり、そこに光る石をかざすと （小説では壁に小さなくぼみがあり、そのくぼみに石をあてると記載）、隠された半球体内部通路の入り口が開く。上記の通路より下の、半球体内部通路の突き当たりの壁にも同じくレリーフ（上記のレリーフより大きい）があり、そのレリーフの一部に同様に石をかざすと（小説では壁のレリーフに（小さな）涙型のくぼみがあり、同様に石をそえると記載）、巨大飛行石の部屋の入り口が開く。

## おまじない
飛行石は、ラピュタ王家の血を引く者が口にする言葉に反応し、様々な事象を引き起こす。それらは代々一族間で秘密裏に口伝されてきた。シータが物探しや病気を治すおまじないも祖母から教わったと言った。
発動するには、石の継承者自身が首にかけるか、手で持つなど身に着けておく必要がある。
リテ・ラトバリタ・ウルス・ アリアロス・バル・ネトリール
意味：「我を助けよ、光よ蘇れ」
ラピュタの封印を解く言葉。飛行石自体も活性化し、離れ離れになったラピュタ城を指し示す「聖なる光」を発して（劇中では光は東の空を指した）、地上に降りた王家の者を再び城へと導く。
この呪文一つでラピュタの機能全般が活性化するようで、ロボット兵も反応して活動を再開する。シータはこの呪文を「困った時のおまじない」として、祖母から教わっていた。シータが首にかけた強い光を放つ石を奪おうとしたムスカの手をはじいた。シータがこの呪文を口にした時から、ロボット兵を破壊しようとした要塞の爆撃に巻き込まれ、紐が切れ石がシータから離れ、ムスカの手に渡った後も光は弱まったが消えなかった。ムスカが上記の半球体中枢の部屋に入った後、シータが取り返し、その後パズーに海に捨ててもらう為に渡した。準備稿には意味は「我を助けよ、つわものよ来たれ」と記載されている。
バルス
意味：「閉じよ」
滅びの言葉。上記の半球体中枢の部屋の真上の部屋には、模様が刻まれた黒い立方体の巨石が大量にあり、中枢の部屋にあるラピュタ文字が刻まれた黒い石版と巨大飛行石につながる、メインコンピュータ回路になっているが、それを巨大飛行石により自壊させ城全体を崩壊に導く。
上記の「困った時のおまじない」とは対照的に、「幸福になるには悪い意味の言葉も覚えていなければいけない」という戒めとして、祖母から伝えられていた。発動の際にはすさまじい衝撃と黒い光が発生し（小説ではその後、石は飛び散った）、手に持っていたパズーとシータはその衝撃ではじき飛ばされ、光を直視してしまったムスカに至っては失明同然の状態に陥っている。
ラピュタは半球体が完全に（すぐ上の市街部も一部）崩壊し、ムスカが発動させたロボット兵は機能を完全に停止。ムスカはロボットや崩壊するラピュタと共に海へ転落していった。しかし、パズーとシータがラピュタ到着後に出会った園丁（えんてい）用ロボットは城の上層部及び大樹、巨大飛行石と共に残り、バルス発動後も機能を停止する事はなく、動き続けていた。

### 未使用のおまじない
レヂアチオ・ルント・リッナ
意味：「ものみな鎮まれ」
準備稿の中にのみ登場。ラピュタを包む嵐を鎮める言葉。
シス・テアル・ロト・リーフェリン
意味：「失せしもの汝、姿を現わせ」
準備稿の中にのみ登場。ラピュタを包む雲の中に道を開く言葉。
もの探しのおまじない
アニメ内において、シータが「祖母から教わった」と発言している。
病気を治すおまじない
同じくアニメ内において、シータが「祖母から教わった」と発言している。

## インターネット上のバルス祭り
2000年代以降、日本テレビ系列の『金曜ロードSHOW!』にてテレビ放送される際には、シータとパズーが「バルス」と叫ぶ瞬間に合わせて、2ちゃんねるなどの電子掲示板にある実況板などにおいて「バルス」などと大量に書き込み（投稿）が行われ、高負荷によるサーバダウンがインターネット上の恒例となっており、「バルス祭り」の俗称がついている。
2009年11月20日放映時にはTwitterでも同様に終盤の台詞が大量にツイートされたが、サーバダウンが発生することはなかった。報道したITmediaは、理由として（当時の）日本のTwitter利用者数の少なさを示している。利用者が大幅に増加した2011年12月9日放映時は、Twitter社の公式発表によると1秒間のツイート数が25,088TPSに達し、世界記録を達成した。これにより、サーバダウンこそしなかったもののサーバ遅延が発生することとなった。
その後、世界記録は一時は2013年正月の「あけおめ」（33,388TPS）に塗り替えられるものの、同年8月2日の放映時には143,199TPSと実に10万件以上記録を更新した。放送直後に58,475TPSを記録したというデマが流れたものの、実際にはデマをも上回る結果となった。
2016年1月15日にも放送され、さらには公式に「バルス」の放映される瞬間を予想する企画も行われていた。結果は約55,000TPSと記録更新はならなかったものの、1分間のツイート数が345,397TPM（Tweets Per Minute、1分間あたりのツイート数）を記録。
2017年にNHKからインタビューを受けたTwitterのCEOであるジャック・ドーシーはこの現象を知らなかったが、肯定的な意見を表明している。
2022年8月12日の放送時には、本編放送後にTwitter日本公式が「ふぅw 今回も耐えられた☁️」と、サーバーダウンの回避を安堵する投稿が行われた。

## 他作品での類似した物
ふしぎの海のナディア
共通の原案を持つ『ふしぎの海のナディア』では「ブルーウォーター」という青い角錐（双四角形錐）の物体が登場し、ナディアが首からかけているほか、ラピュタと同じく巨大なブルーウォーターもある。
こちらは完全な自然物ではなく、コンピューターの一種とも、人の意思が結晶になったものとも言われる。しかし、現代の科学で説明できない特殊な力を秘めており、人を生き返らせる媒体となったりもしている。
牧場物語 ミネラルタウンのなかまたち
『牧場物語 ミネラルタウンのなかまたち』では、鉱物として「飛行石」という名前のアイテムが登場している。
ドラえもん のび太の宇宙開拓史
『ドラえもん のび太の宇宙開拓史』では「ガルタイト」という反重力を発生させる鉱石が登場する。
沙漠の魔王
『沙漠の魔王』では「飛行石」という空を飛ぶ力を持つ石が登場する。名前の通り、ラピュタの飛行石の元ネタである。
月世界最初の人間
『月世界最初の人間』では重力を遮断する「ケイヴァーリット」という物質が登場する。
ガリヴァー旅行記
元ネタである『ガリヴァー旅行記』のラピュータは、底部のアダマントに固定された磁石と地上の領土に含まれる磁鉄鉱の反発力で磁気浮上している。
アバター
映画『アバター』に登場する「アンオブタニウム」という物質は磁場で岩を浮かす。

## その他
- グッズとして飛行石を模したペンダントやストラップが販売されている。色は原作の深い青色のほか、緑や透明のものがある。